# Apphianus
Apphianus (auch Aphian, Apian, Aphianus, Apphianus oder Amphianos) (* im 3. Jahrhundert in Gagai; † 306 in Caesarea Maritima) war ein jugendlicher Schüler des Pamphilos von Caesarea und Märtyrer während der Diokletianischen Christenverfolgung. Er wird als Heiliger verehrt.

## Leben
Laut seinem Mitschüler Eusebius, der in seiner Schrift Über die Märtyrer in Palästina über ihn berichtet, stammte Apphianus aus Gagai in Lykien. Apphianus wurde verurteilt, nachdem er den Statthalter des Maximinus Daia, Urbanus, bei einem Trankopfer gestört hatte – „als niemand es ahnte, er verbarg es selbst vor uns, die wir doch in demselben Hause wohnten.“ Der Statthalter ließ Apphianus schlagen und foltern. Nach drei Tagen wurde er ins Meer geworfen und ertränkt. Apphianus hatte einen Bruder namens Aedesius, der ebenfalls als Märtyrer starb. 
Sein Gedenktag in der römisch-katholischen und in den orthodoxen Kirchen ist der 2. April.